# Pont de la carretera de Maçanet a Darnius
El Pont de la carretera de Maçanet a Darnius és una obra de Maçanet de Cabrenys (Alt Empordà) inclosa a l'Inventari del Patrimoni Arquitectònic de Catalunya.

## Descripció
Situat dins del nucli urbà de la població de Maçanet de Cabrenys, a la banda de llevant del terme, formant part de la carretera GI-503 dins del quilòmetre 10.
Pont d'un sol ull bastit damunt del curs de la riera d'Ardenya al seu pas pel nucli urbà. L'arc és de mig punt adovellat i, de la mateixa manera que la resta de la construcció, està bastit amb carreus de pedra picada ben desbastats disposats en filades regulars. A la part superior de l'arcada hi ha una senzilla cornisa motllurada horitzontal, situada al mateix nivell del paviment de la carretera, en el punt on s'inicia la barana. Aquesta està bastida amb el mateix aparell que la resta de l'estructura, amb un coronament a mode de cornisa.